# فرودگاه اوریکو داگویار سالاس
فرودگاه اوریکو داگویار سالاس (به انگلیسی: Eurico de Aguiar Salles Airport) (به زبان بومی: Aeroporto de Vitória-Eurico de Aguiar Salles (Goiabeiras)) یک فرودگاه همگانی مسافربری با کد یاتا VIX است که یک باند فرود آسفالت دارد و طول باند آن ۱۷۵۰ متر است. این فرودگاه در کشور برزیل قرار دارد و در ارتفاع ۴ متری از سطح دریا واقع شده است.

## شرکت‌های هواپیمایی و مقصدهای پروازی
| شرکت‌های هواپیمایی     | مقصدهای پروازی                                                                                                |
| --------------------- | --- |
| آزول برزیلین ایرلاینز | تانکردو نوس، ویراکوپوس-کامپیناس، سانتوس دومنت، سائو پائولو گوارولوس                                           |
| گول ایر ترنسپورت      | ریو دوژانیرو گالیائو، سانتوس دومنت، دپوتادو لوئیس ادواردو مگاهاس، کونگونیاس-سائو پائولو، سائو پائولو گوارولوس |
| تام ایرلاینز          | برازیلیا، ریو دوژانیرو گالیائو، کونگونیاس-سائو پائولو، سائو پائولو گوارولوس                                   |